# 旃陀罗·笈多一世
旃陀罗·笈多一世（？—335年）是古印度笈多王朝的建立者。原为摩揭陀境内现今比哈尔地方王公，后与统治华氏城及其附近地区的贵霜人诸侯梨车族联姻，势力渐强。于320年称帝，建立笈多王朝，都定都吠舍离。领有整个摩揭陀。
旃陀罗·笈多一世在同著名的梨车族的克玛蕙悌费公主结婚后，取得华氏城和其它城市，后又占据了整个摩揭陀和恒河流域中部地区，再一次统一北部印度。